# Pasythea tulipifera
Pasythea tulipifera är en mossdjursart som först beskrevs av Ellis och Daniel Solander 1786.  Pasythea tulipifera ingår i släktet Pasythea och familjen Pasytheidae. Inga underarter finns listade i Catalogue of Life.